# Ferencváros TC (féminines)
Maillots
Le Ferencvárosi TC souvent appelé Ferencváros est un club de football féminin hongrois basé à Budapest, il est issu du club omnisports Ferencváros TC.

## Histoire
La section féminine de football du Ferencváros TC est fondée en août 2004, elle débute dans le football en salle. À partir d'avril 2005 le club s'entraîne sur terrain extérieur et commence la saison 2005-2006 en deuxième division hongroise.
Le club termine sa première saison à la deuxième place et est promu en première division. En 2008-2009, Ferencváros termine sur le podium à la troisième place et remporte son premier titre national à la fin de la saison 2014-2015, devant le MTK Budapest qui venait de remporter cinq championnats d'affilée.
Lors de la saison suivante, Ferencváros termine de nouveau à la première place toujours devant le MTK, puis pendant deux saisons les rôles s'inversent, Ferencváros sera vice-champion. En 2019, le chassé croisé continue et Ferencváros remporte son troisième titre, puis en 2021 son quatrième titre toujours devant le MTK.
Ferencváros remporte à partir de 2015 la Coupe de Hongrie six fois d'affilée.

## Palmarès
- Championnat de Hongrie : (8)
  - Champion en 2015, 2016, 2019, 2021, 2022, 2023, 2024 et 2025
  - Vice-champion en 2017 et 2018

- Coupe de Hongrie : (6)
  - Vainqueur en 2015, 2016, 2017, 2018, 2019 et 2021
  - Finaliste en 2010 et 2014